# Marie Anna Schirmann
Marie Anna Schirmann (* 19. Februar 1893 in Wien; † 5. März 1941 in Modliborzyce bei Janów Lubelski, Distrikt Lublin) war eine österreichische Physikerin. Sie war die erste Physikerin, die um eine Habilitation an der Universität Wien ansuchte (1930).

## Leben
Schirmann war die Tochter des Musikprofessors am Wiener Konservatorium Moritz Schirmann und einer Hospitantin der Medizin, die am Sankt Anna Kinderspital praktizierte (Frauen durften damals noch kein medizinisches Doktorat erhalten).
Schirmann maturierte 1914 in Wien. Ab dem Wintersemester 1914/15 studierte sie an der philosophischen Fakultät Wien. Ihre Hauptfächer waren Physik und Mathematik. 1918 verfasste sie ihre Dissertation „Dispersion und Polychroismus des polarisierten Lichtes, das von Einzelteilchen von der Größenordnung der Wellenlänge des Lichtes abgebeugt wird“. Am 8. Juli 1918 erlangte sie den Doktor der Philosophie (Dr. phil.).
Noch im Jahr 1918 wurde Schirmann als wissenschaftliche Assistentin dem k. k. Flieger-Radio-Versuchslaboratorium des Elektrotechnischen Instituts der Technischen Hochschule zugeteilt. 1920 ermöglichte ihr ein Reisestipendium eine Weiterbildung an der Universität Uppsala. 1921 patentierte sie ihre Erfindung einer weiterentwickelten Röntgenröhre. Ab 1922 bis 1930 war sie Assistentin bei Professor Felix Ehrenhaft am II. Physikalischen Institut der Universität Wien. Während dieser Zeit erforschte und entwickelte sie Hochvakuumanlagen. 1924 erwarb sie das Patent für eine Quecksilberdampf-Extremvakuumpumpe. 1926 stellte sie die Reibungselektrizität zwischen Gasen und Festkörpern fest. 1928 erforschte sie gemeinsam mit den Wissenschaftlern Karl Gillern und Viktor Hussa die Wirkung von ultraviolett bestrahlter Milch als Antirachitikum (Mittel gegen Rachitis).
1930 reichte Schirmann als emeritierte Assistentin des Physikalischen Instituts ihr Habilitationsgesuch ein. Ihre Habilitationsarbeit „Neue Wege zur Erzeugung, Erhaltung und Messung extremster Hochvakua und die Untersuchung physikalischer Eigenschaften entgaster Materie im Vakuum, insbesondere der Reibungselektrizität zwischen festen Körpern und Gasen“ bestand aus mehreren zusammengefassten Arbeiten und ihren Patenten. Die Universitätskommission stufte ihre Arbeit 1931 jedoch als nicht geeignet ein.
Mitte der 1930er Jahre forschte Schirmann noch an physikalisch-technischen Methoden in der Elektromedizin.
Am 4. März 1941 wurde Schirmann aufgrund ihrer jüdischen Abstammung verhaftet und von Wien nach Modliborzyce bei Janów Lubelski deportiert. Dort wurde sie vermutlich ermordet.

## Schriften
- Dispersion und Polychronismus des polarisierten Lichtes, das von Einzelteilchen von der Größenordnung der Wellenlänge des Lichtes abgebeugt wird (Dissertation), 1919
- Zur Theorie der Doppelgitter, I. Ein elektrostatisches Problem, 1920
- Neue theoretische Untersuchungen über die Polarisation des Lichtes an trüben Medien und deren Konsequenzen über die Probleme der atmosphärischen Polarisation, 1920
- Die Erzeugung extremster Vakua durch erkaltende hocherhitzbare Metalle als Sorbentien, 1926
- Physikalische Methoden, 1928
- Gem. m. Karl von Gillern, Viktor Hussa: Ultraviolett bestrahlte Milch als Antirachitikum, 1928
- Über den Einfluss der Gase im Glas auf lichttechnische Fragen, 1929
- Die physikalisch-technischen Methoden der Elektromedizin und ihre Apparaturen, 1934